# Paximathia
La paximathia (en griego: παξιμάδια), también deletreada paximadia (plural), o paximadi/paximathi (singular), es un pan duro de origen griego, similar al pan tostado, que se prepara con harina integral de trigo, garbanzos o cebada. Se ha dicho que es similar al biscotti o que es un tipo de biscotti. La paximathia es un alimento común en Grecia y muchas panaderías griegas venden este pan, que suele servirse como desayuno con mermelada o queso. La paximathia se vende también en tiendas especializadas griegas de muchas zonas de Estados Unidos.

## Etimología
El nombre paximathia procede del término griego paximadion (griego: παξιμάδιον), que deriva de Paxamus, un autor griego del siglo I que escribió, entre otras cosas, un amplio libro de cocina. La palabra aparece por primera vez en una receta de galletas laxantes compuesta por el médico griego Galeno.

## Historia
La paximathia era consumida tradicionalmente por los agricultores griegos, así como por los militares bizantinos y los sacerdotes ahorradores. Los campesinos griegos comían la paximathia en sus campos después de remojarla en agua y aceite de oliva, lo que la ablandaba. A veces se acompañaba con alimentos como queso casero y algunas aceitunas, a menudo como único acompañamiento. Se solía cocer en hornos al aire libre cada diez o quince días aproximadamente, tras lo cual el pan se cortaba en gruesas cuñas y se volvía a colocar en los hornos para que se secara, lo que servía para conservarlo. La paximadia era un alimento básico para los habitantes de Creta.

## Preparación
La Paximathia se prepara con harina integral de trigo, garbanzos o cebada. Otros ingredientes utilizados en su preparación pueden ser huevos, aceite vegetal, canela, clavo y ralladura de naranja. En la actualidad, la paximathia se suele cocer durante la noche en hornos de panadería que se han apagado, con lo que el pan se cuece con el calor restante. Este método cocina el pan hasta un estado seco sin crear fragilidad que pueda causar un desmoronamiento indeseable. A veces, la paximathia se rompe en trozos y se sirve en ensaladas después de haberla humedecido.

## Variedades

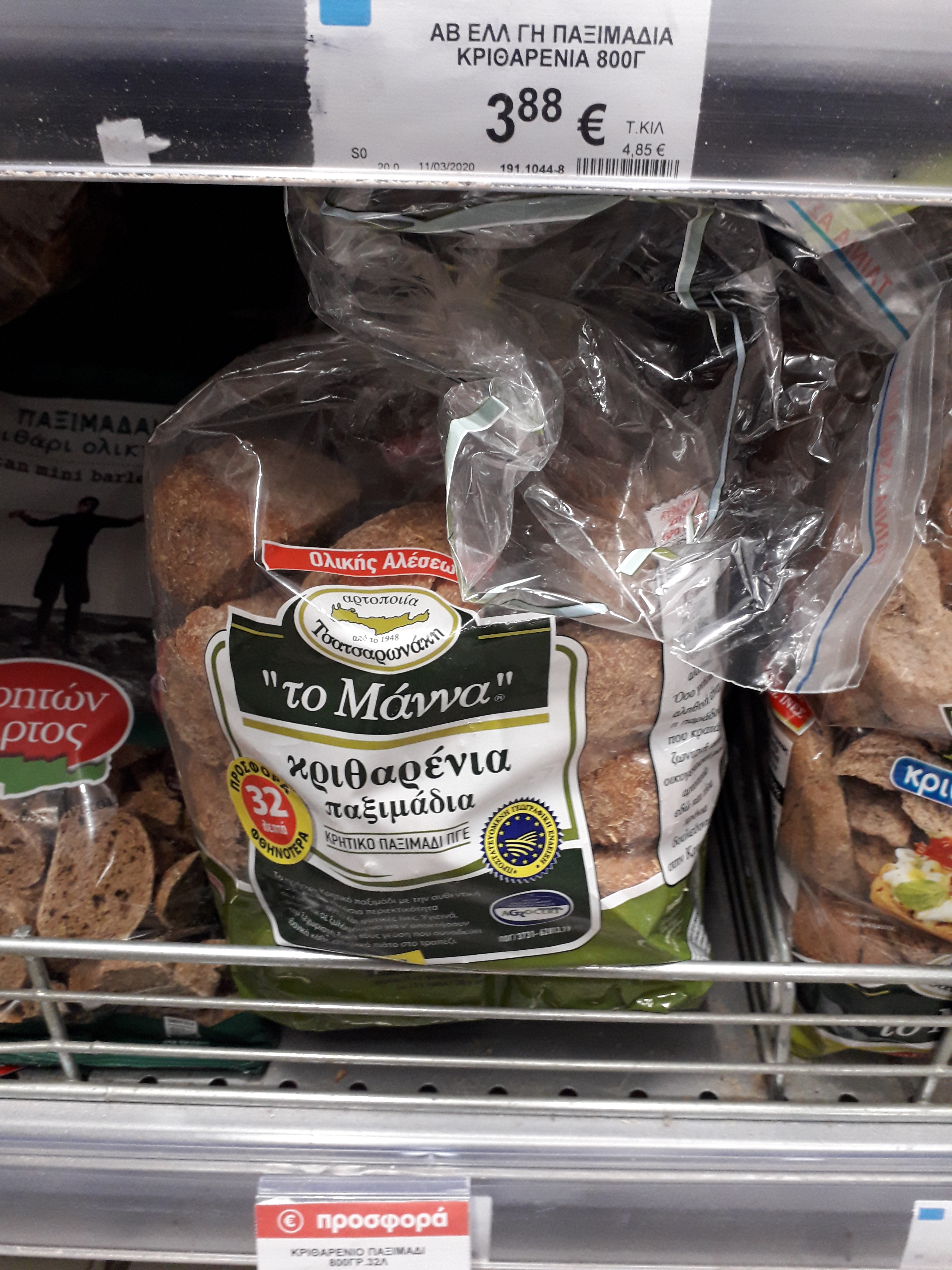
Paquete de paximadia cretense (indicación geográfica protegida)

La paximadia es la base de la ensalada cretense dakos. En Creta existe una variedad llamadaKoulouri, que tiene forma de anillo, se prepara seca y se sirve rociada con aceite de oliva y habitualmente cubierta con orégano y tomate rallado.
Eptazymo se llama también el pan o paximadi que se prepara con garbanzos.

### Citaciones
1. 1 2 3 4 5 6  Kochilas, Stenos y Pittas, 1999, pp. 15–16.
2. ↑  Hoffman y Wise, 2004, "Twice-Baked Toasts: Paximadia", pp. 128–129.
3. 1 2  Kremezi, 1997, p. 209.
4. ↑  Wisconsin Bed & Breakfast Association, 2001, "Paximathia (Biscotti)", p. 125.
5. 1 2 3 4 5 6 7 8 9 10  Kochilas, 1993, "Paximathia", p. 50.
6. ↑  Dalby, 1996, pp. 164–165: "Paxamus was a man of wide interests, according to a Byzantine lexicon: 'Paxamus, author. Cookery in alphabetical order. Boeotica in 2 books. The Twelvefold Art: this is about sexual postures. Dyeing, 2 [books]. Farming 2 [books]' (Suda, s.v.)...Paxamus is in a sense still remembered: a barley biscuit, first recorded in the second century and well known in Byzantine and modern Greece, is supposed to have taken its name paxamâs, paximádion from him."
7. ↑  Dalby, 1996, Endnote #48, p. 257: "The word first occurs in Galen, Handy Remedies 3 [14.537], a recipe for laxative biscuits..."
8. ↑  Dalby, 1996, p. 196: "The basic food of the Byzantine army was cereal, in several convenient forms. Of great importance was the barley biscuit that was possibly named after the late Hellenistic cook Paxamus (Chapter 7, p. 165). It was probably the food that the future Emperor Justin II, uncle of Justinian, carried in his knapsack, the food that kept him alive on his long walk from Illyria to Constantinople; it was certainly food for soldiers and for frugal priests as well."
9. ↑  Quintner, 2005.